# Полонский, Пинхас
Пинхас Поло́нский (при рождении Пётр Ефи́мович Поло́нский; род. 11 февраля 1958, Москва) — израильский исследователь иудаизма, популяризатор иудаизма в среде русскоязычных евреев. Опубликовал несколько оригинальных работ, много популяризаторских книг, для других был главным редактором.
В годы своей подпольной еврейской деятельности в Москве (1977—1987) был преподавателем иудаизма, одним из основателей организации «Маханаим». Сегодня в Израиле является активным участником процессов «ортодоксальной модернизации иудаизма», исследователем учения рава Кука. Автор комментария к Торе «Библейская динамика». Постоянно публикуется в прессе и издаёт книги.

## Биография

### В советское время
Родился в Москве в 1958 году в нерелигиозной ассимилированной еврейской семье.
В школьные годы интересовался математикой, учился в московской физико-математической школе № 7. В 1973 году получил диплом первой степени на VII Всесоюзной олимпиаде школьников по математике.
С момента окончания школы (1975 год) принял решение уехать в Израиль, начал изучать (подпольно) иврит, и далее Тору и иудаизм прежде всего у Михаила Шнейдера и Аврома Миллера. Постепенно пришёл к соблюдению заповедей иудаизма.
В 1975—1980 годах учился на математическом факультете МГПИ, получив степень магистра (MA) по математике и педагогике.
С 1979 года — один из основателей подпольной сети изучения Торы в Москве. Издавал в «самиздате» фотографическим способом пособия по иудаизму — вышли серии книг по еврейским праздникам и комментариев к Торе.
После подачи заявления на выезд в Израиль 7 лет находился в «отказе».

### В Израиле
В 1987 году в связи с началом «Перестройки» получил разрешение на выезд из СССР и репатриировался в Израиль.
В Израиле в 1988 году вместе с группой «Маханаим» поселился в Маале-Адумим, затем с 1991 и по 2018 год жил в Бейт-Эле, в настоящее время (2022) проживает в Иерусалиме.

#### Учёба и преподавание
Сразу по приезде в 1987 году был одним из инициаторов создания «Маханаим» в Израиле, и до 2012 года работал там старшим преподавателем и главным редактором.
В 1989—1990 годах учился в иешиве «Harry Fischel Institute for Talmudic Research» в Иерусалиме, став сертифицированным преподавателем иудаизма.
В 1994—1997 годах учился в академической иешиве «Beit Morasha» в Иерусалиме (направление — еврейская философия).
В 1995—1999 годах учился на факультете иудаизма в университете имени Бар-Илана в Рамат-Гане, получив вторую академическую степень (MA) по изучению Талмуда и еврейской традиции.
С 1998 по 2002 годы окончил аспирантуру при факультете философии и социологии в Белорусском государственном университете. В 2002 году Полонскому была присуждена учёная степень кандидата социологических наук, тема диссертации «Социологическая концепция рава А.-И. Кука», специальность «22.00.01 — Теория, методология и история социологии». Официальным оппонентом при защите диссертации был доктор исторических наук Эммануил Иоффе. Впоследствии диссертация была признана в Израиле (PhD in Sociology of Religion), переведена и издана на английском языке и на иврите.
В период с 1991 до 2012 года преподавал тему «Еврейское наследие» на русском языке в университете имени Бар-Илана.
С 2012 по 2022 год — преподаватель и научный сотрудник в Ариэльском университете.

## Деятельность

### Серия комментированных молитвенников («Врата молитвы» и другие)
Издание Полонским комментированных литургических текстов началось с подпольного издания Пасхальной Агады с комментарием в 1980 году в Москве. Агада была издана фотографическим способом и расходилась во многих сотнях экземпляров по Москве и другим городам Советского Союза. Это издание Пасхальной Агады давало возможность даже недостаточно подготовленному еврейскому активисту провести интересный Пасхальный седер.
В Израиле Полонский в сотрудничестве с Меиром Левиновым, Мирьям Китросской и другими сотрудниками «Маханаим» подготовил и издал молитвенник (сидур) с русским переводом и комментарием «Врата Молитвы» (на сегодня — наиболее популярный молитвенник с переводом на русский язык, издан для нусахов ашкеназ и сфарад, имеется также издание нусаха ашкеназ с транслитерацией), махзор «Врата раскаяния» на Рош а-Шана и Йом Кипур.
В 2022 году подготовил и издал новый сидур «Памяти Михаэля и Доры», соединяющий дословный русский перевод, транслитерацию и аудио.

### Исследование учения рава Кука
С момента приезда в Израиль начал активное изучение философии рава Кука. В 1991 году начал сотрудничество с Домом-музеем рава Кука в Иерусалиме, включавшее индивидуальную программу изучения наследия рава Кука с признанными знатоками этого наследия (рав. Яаков Фильбер, рав. Менахем Бурштейн, рав. Йохай Родик, рав. Шломо Авинер, рав. Яир Драйфус, рав. Ури Шерки, проф. Шалом Розенберг, д-р Тамар Росс, д-р Хаги Бен-Арци, д-р Реувен Мамо,). В процессе учёбы перевел на русский язык классическую книгу по философии рава Кука «Песнь жизни» профессора Йосефа Бен-Шломо, и подготовил для издания сборник «Толерантность в учении рава Кука».
В ходе исследования сформировал собственную концепцию философии рава Кука, которая легла в основу его диссертации, которая далее в 2006 году была издана книгой на русском языке «Рав Авраам-Ицхак Кук. Личность и учение», в 2009 году основные главы были переведены и изданы на английском языке, а в 2013 году — на иврите. Это стало первым случаем, когда книга по еврейской философии была переведена с русского языка на иврит. Книга получила поддержку нескольких выдающихся раввинов и специалистов по раву Куку, которые рекомендовали включить её в учебную программу религиозно-сионистских учебных заведений, и не менее острую критику со стороны других раввинов.

### «Универсальный религиозный сионизм»
Начиная с 2005 г. Полонский разрабатывает новый подход к развитию религиозного сионизма, включающий (в русле учения р. Кука) интеграцию «искр Божественного света» из универсальных ценностей современной Западной цивилизации.
Это включает также предложение о пересмотре теологической базы религиозного сионизма: расширение обычной концепции о «двух стадий прихода мессии» (Машиах бен-Йосеф и Машиах бен-Давид) на «три стадии прихода мессии» (названных им «Саул, Давид и Соломон»), и также интеграцию израильского религиозного сионизма с концепциями американского движения Modern Orthodox.
В 2023 году книга, содержащая разработку этой концепции, вышла на русском, иврите и английском, в 2025 году вышло второе, расширенное издание. Концепция получила поддержку некоторых значительных фигур в религиозном сионизме

### Комментарий к Торе «Библейская динамика»
Серия книг, являющихся новым комментарием к Торе, основанным на каббалистической концепции рава И. Л. Ашкенази («Маниту») и разработках рава Ури Шерки, с добавлением собственных концепций.
В 2020 году закончено издание комментариев на всю Тору (11 томов) — на книги Бытие, Исход, Левит, Числа и Второзаконие. Также опубликован полный перевод этих комментариев на английский и украинский языки. В 2025 году вышел первый том на немецком языке, и готовятся переводы на испанский и румынский языки.

### Книги по каббале
- «Центральные идеи каббалы для начинающих»[20];
- «Применение идей каббалы» (в соавторстве с Маратом Рессиным)[21];
- «Зогар с комментариями» (1-й том)

### Переводы книг рава Ури Шеки
Полонский уделяет большое внимание переводам книг рава Ури Шерки на русский язык как одного из важнейших раввинов модернистского направления в движении религиозного сионизма, продолжающего и развивающего учение р. Кука. В частности, им переведены и изданы:
- «Израиль и человечество» — 3 тома о процессах модернизации в современном иудаизме;
- «Святость и природа» — аспект святости в светских областях жизни.

### Межрелигиозный диалог

#### Взаимоотношения с христианством
В книге «Иудаизм и христианство: несовместимость двух подходов к миру» (1995 год) Полонский изложил базовое понимание взаимоотношения иудаизма и христианства.
В дальнейшем, в книге «Две тысячи лет вместе» (2008 год), имеющей подзаголовок «Невозможность совмещения и необходимость взаимодополнения», ставится задача духовного взаимоосмысления и сотрудничества между христианством и иудаизмом (не отказываясь от понимания того, что христианство является неприемлемым для евреев).
Затем в книге «Храм Моисея и Храм Аарона» (2014 год, далее вошло в «Библейская Динамика, комментарий к Торе»; том 2, на книгу Исход, М. 2018 г.) П. Полонский рассматривает отношения между иудаизмом и христианством внутри человечества как аналог отношений Моисея и Аарона внутри еврейского народа.
Таким образом, не отказываясь от принципа неприемлемости христианства для евреев, концепция П. Полонского прокладывает путь к сотрудничеству и взаимопониманию иудаизма и христианства на основе концепции общего совместного библейского наследия.

#### Взаимоотношения с исламом
Опубликована книга «Евреи и ислам: история конфликта и путь к диалогу».

### «Ежевика»
Полонский является инициатором проекта «Еврейский ресурсный центр ЕЖЕВИКА», включающий электронную энциклопедию «Ежевика — еврейская энциклопедия на русском языке» (ЕжеВиКа), Ежевика-Публикации (вики-система публикаций по широкому спектру еврейских и израильских тем), Ежевика-ТАНАХ (переводы Торы на русский язык, классические и новые комментарии), Ежевика-Университет (видеокурсы по широкому спектру еврейских знаний) и другие ресурсы. Целью проекта является публикация качественной, академически-достоверной и квалифицированной информации об еврействе, иудаизме и Израиле. Часть материалов энциклопедии «Ежевика» основана на Российской еврейской энциклопедии (https://jewsencyclopedia.com/).

### Другая деятельность
Полонский постоянно публикует материалы на тему соотношения науки и религии. Участвует в работах по рациональной теологии и теории парадигм, инициированных Борисом Шапиро.
Является инициатором и ведущим проекта «Сохранение памяти», целью которого является сохранение памяти о еврейском и сионистском подпольном движении в СССР, а также проекта «Борьба с „интеллектуальным антисемитизмом“».

## Религиозно-философские взгляды
Пинхас Полонский относит себя к радикально-модернистскому крылу религиозного сионизма, суть которого — «ортодоксальная модернизация» иудаизма, то есть проведение активной модернизации религии при сохранении ортодоксального подхода. В этом он является последователем подхода р. Кука и р. Соловейчика, и сотрудничает с р. Ури Шерки.
Придерживается позиции интеграции в религию универсалистских ценностей, за что подвергается критике как со стороны ультраортодоксального сообщества, так и стороны харедимной части религиозного сионизма. Выступил за интеграцию в иудаизм празднования гражданского нового года как универсального праздника «Дня Адама», за что подвергся критике со всех сторон.
Продвигает концепцию рава И. Л. Ашкенази (Маниту) о восприятии персоналий Танаха как динамических личностей, за что подвергается критике ультраортодоксального сообщества.
Полонский придерживается весьма радикальных взглядов на многие современные проблемы религии:
- рассматривает модернизацию религии как религиозную необходимость[31];
- считает религиозно ценными науку, искусство, демократию и другие светские ценности, сторонник введения в религиозных школах «дня науки» для интеграции научной и религиозной позиций;
- поддерживает вызов женщин к чтению Торы и их выступление с комментариями в синагоге;
- позитивно относится к диалогу и взаимопониманию с христианством;
- активно участвует в продвижении концепции Бней Ноах;
- является сторонником подъёма и молитв евреев на Храмовой горе;
- придерживается концепции «эволюционистского креационизма» — то есть считает эволюционную концепцию Дарвина важнейшей позитивной вехой в развитии духовного уровня человечества, при этом считает, что принятие концепций эволюции не противоречит Божественному Сотворению Мира, но эволюция является «процессом, запущенным Богом при Сотворении, и далее направляемом Свыше».
- выдвинул концепцию религиозного антифундаментализма — то есть противостояния фундаментализму на основе концепции «продолжающегося естественного Откровения»[32];
- считает главным критерием монотеизма не только (и не сколько) «веру в единого Бога», но, прежде всего, личностный характер Высшей силы и ощущение жизни как диалога с Богом — что открывает новые возможности для взаимопонимания различных видов монотеизма, прежде всего иудаизма и христианства[33].

## Отзывы

### Положительные отзывы
- «Я был в восторге от вашей превосходной работы о развитии иудаизма в соответствии с философией рава Кука. Ваша брошюра раскрывает читателям измерение новизны в школе мысли рава Кука не в виде апологетики религии, а как цельный продуманный план радикальных изменений в человеческом видении различных культур. Вы делали всё это не предвзято, а исходя из подлинного поиска истины и из любви к еврейскому народу и всему человечеству. Эта любовь возвышает вас до уровня тех идеалистов, которые знают, как построить новый мир, изменив преходящий мировой порядок. Ваши слова достойны размышления со стороны любого, кто желает доброго и честного». Раввин Ури Шерки, председатель всемирного центра Brit Olam Noahide, старший преподаватель Центра еврейских исследований Махон Меир[англ.], автор множества трудов по еврейской философии[34].
- «Хотел бы выразить восхищение вашим стилем письма. Вы преуспели там, где многие потерпели неудачу, — а именно, сумели перевести глубокую философию рава Авраама Ицхака Кука на ясный и простой (в самом лучшем смысле слова) язык». Раввин Ицхак Шилат[ивр.], старший преподаватель кафедры в иешиве Биркат Моше[англ.] в Маале Адумим[34].
- «Среди обширной литературы об учении рава Кука произведения величайшего значения — это те, которые делают его философию доступной для обычного читателя. Работа Пинхаса Полонского „Религиозный сионизм Рав Кука“ является единственной в своем роде, поскольку она не только приближает идеи рава Кука к широкой публике, но также объясняет, как его философия может помочь решить некоторые из проблем современного израильского общества». Раввин Яков Галеви Филбер, старший преподаватель в иешиве Мерказ ха-Рав[34].
- «Я считаю, что книга Пинхаса Полонского „Религиозный сионизм рава Кука“ представляет большой интерес, и полагаю, что она должна быть доступна студентам бакалаврам и магистрантам в курсе изучения еврейской философии». Доктор Яир Баркай, директор религиозного академического колледжа Лифшица[англ.] в Иерусалиме[34].
- «Работа Пинхаса Полонского „Религиозный сионизм Рава Кука“ небольшая по объёму, но не по качеству. Мне повезло изучить философию рава Кука вместе с Пинхасом и другими друзьями». Раввин Яир Дрейфус, ведущий ученый в области философии рава Авраама Ицхака Кука, автор книг и статей, основатель и глава иешивы Siach Yitzhak[35] в Гуш-Эционе[34].
- «Самый авангардный из преподавателей иудаизма на русском языке, предпочитает жить в эпицентре землетрясения»[36].

### Критика
Лекции Полонского о связи религии и науки, проходившие в рамках программы обучения евреев из диаспоры МАСА, были раскритикованы популяризатором науки Асей Казанцевой за сообщение ложной, по её мнению, информации о современной эволюционной теории и степени её признания среди биологов и за пропаганду идей «разумного замысла». Полонский, со своей стороны, заявил, что получившая российское академическое образование Казанцева «оказалась просто не готова воспринимать что-то новое», и что в ходе лекции она настаивала на том, что концепция Дарвина — «это не теория, а доказанный научный факт, и всякое сомнение в этом является лженаукой». Тем не менее, он предоставил Казанцевой возможность высказать свою точку зрения в ходе лекции, а затем она ещё «получила возможность прочесть для желающих студентов подробную лекцию про теорию Дарвина». Инцидент вызвал оживленное обсуждение в блогосфере, в ходе которого одни поддержали критику Казанцевой, другие, включая и участников программы «Маса» — позицию Полонского.

## Публикации
(Более полный список основных публикаций П. Полонского находится тут и тут)

### на русском
- П. Полонский. Рав Авраам-Ицхак Кук. Личность и учение. — Маханаим-Бейт аРав, 2006. — 570 с.
- Рав Авраам-Ицхак ha-Коэн Кук. Переводы и комментарии на сайте Ежевика-books
- П. Полонский. Две тысячи лет вместе. Еврейское отношение к христианству. — Иерусалим: Маханаим, 2008. — Т. 1. — 191 с.
- П. Полонский. Две тысячи лет вместе. Еврейское отношение к христианству. — Россия, переиздание: Феникс, Неоглори; Маханаим, 2009. — Т. 1. — 234 с. — ISBN 978-5-222-14491-6.
- П. Полонский. Две истории сотворения Мира. Современный еврейский комментарий на книгу Бытия. — Иерусалим: Маханаим, 2009. — 229 с.
- П. Полонский. Праотцы в динамике. Современный еврейский комментарий на книгу Бытия. Часть 2. Авраам. — Иерусалим: Маханаим, 2011. — 254 с.
- П. Полонский. Праотцы в динамике. Современный еврейский комментарий на книгу Бытия. Часть 3. Ицхак и Яаков. — Иерусалим: Маханаим, 2012. — 251 с.
- П. Полонский. Праотцы в динамике. Современный еврейский комментарий на книгу Бытия. Часть 4. Иосиф, Иеhуда и их братья. — Иерусалим: Маханаим, 2012. — 175 с.
- П. Полонский (по материалам раввина Ури Шерки). Израиль и Человечество. Новый этап развития. — Иерусалим: Маханаим, 2010. — Т. 1. — 254 с.
- Серия «Еврейские праздники» 8 книг;
- Креативное проведение Пасхального седера. «Пасхальная Хаггада» с комментарием и пособием для начинающих, с приложением «видео» и «аудио» седера на CD и DVD;
- Молитвенник «Врата Молитвы» — наиболее популярный из еврейских молитвенников с русским переводом — новый перевод, комментарий, руководство для начинающих;
- Молитвенник «Сидур с дословным переводом, транслитерацией и аудио (памяти Михаэля и Доры)»
- Видео и аудио-курсы по различным современным проблемам иудаизма;
- «Философия р. Кука: религиозный сионизм и модернизация в ортодоксальном иудаизме»
- Статьи 1995—2008 годов — по большей части в израильской русскоязычной прессе, в основном в газете «Вести»;
- Статьи 2013—2015 годов Архивная копия от 16 февраля 2017 на Wayback Machine на новостном сайте cursorinfo.co.il.

### на английском
- Пинхас Полонский. Религиозный сионизм рава Кука = англ. Religious Zionism of Rav Kook. — Маханаим, 2009. — Т. 1. — 93 с. — ISBN 978-965-91446-0-0.
- «Rabbi Kook and the Modernization of Judaism». Conversations: A Journal of the Institute for Jewish Ideas and Ideals, issue 4, Spring 2009, NY.
- «Relationship Between Ideals and Commandments in Judaism» (with Galina Zolotusky, Gregory Yashgur, and Raphael BenLevil). Conversations: a journal of the Institute for Jewish Ideas and Ideals, issue 31, Spring 2018, NY. Pages 54-79
- Pinchas Polonsky, Golda Akhiezer. Bnei Noah: History, Theory, and Practice (англ.) (анализ истории, общих принципов и практики ноахидского движения)

### на иврите
- «התפתחות היהדות בימינו על פי תורת הראי»ה קוק"
- משנת הרב קוק — אקטואלית יותר מתמיד